# Phyllonorycter fruticosella
Phyllonorycter fruticosella là một loài bướm đêm thuộc họ Gracillariidae. Nó được tìm thấy ở vùng Viễn Đông Nga và phần trung châm châu Á của Nga.
Ấu trùng ăn Alnus viridis fruticosa. Chúng có thể ăn lá nơi chúng làm tổ.